# Timburi
Timburi là một đô thị ở bang São Paulo của Brasil.
Đô thị này nằm ở vĩ độ 23º12'19" độ vĩ nam và kinh độ 49º36'24" độ vĩ tây, trên khu vực có độ cao 838 m. Dân số năm 2004 ước tính là 2.670 người và diện tích là 197,22 km².

### Sông ngòi
- Sông Itararé
- Sông Paranapanema

### Các xa lộ
- SP-303